# Vendée (rivier)
De Vendée is een rivier in het westen van Frankrijk.
De rivier ontspringt bij Saint-Paul-en-Gâtine in de en mondt uit in de Sèvre Niortaise te L'Île-d'Elle, vlak bij Marans.
Hij doorkruist twee departementen in twee verschillende regio's:
- Deux-Sèvres in Nouvelle-Aquitaine
- Vendée in de Pays de la Loire

De voornaamste zijrivieren zijn de Mère en de Longèves.
Gemeenten waarvan de naam verwijst naar de rivier :
- Auchay-sur-Vendée
- Les Velluire-sur-Vendée

- Bibliothèque nationale de France: cb11865856z (data)
- Système universitaire de documentation: 026405164
- Virtual International Authority File: 153043461